# 小松利昌
小松 利昌（こまつ としまさ、1973年〈昭和48年〉3月28日 - ）は、日本の俳優。大阪府出身。キューブ所属。

## 経歴
- 大阪芸術大学芸術学部デザイン学科卒業。
- 劇団☆世界一団（現・sunday）に1999年に入団[1]。
- 「よしもとrise-1演劇祭」にて2003年に最優秀男優賞を授与される[1]。
- 「天下一演闘会」で2006年にvol.1とvol.2で優勝する[1]。

## 出演

### テレビドラマ
- ドラマ30（毎日放送・TBSテレビ系）
  - 新・いのちの現場から2（2006年）
  - 家族善哉（2006年）
- 連続テレビ小説（NHK）
  - 芋たこなんきん 第15話（2006年10月18日）
  - 純と愛 第73話、第79話、第81話、第98話（2012年12月24日、2013年1月5日、1月8日、1月28日） - 善行をオフィスに案内した男 役
  - ひよっこ 第17話（2017年4月21日）
  - まんぷく 第48話・第49話、第54話、第110話、第117話（2018年11月24日・26日、12月1日、2019年2月11日、2月19日） - 近江谷佐吉 役
  - らんまん （2023年4月3日 - ） - 市蔵 役
  - 虎に翼（2024年） - 嘉納隆義 役
- 鞍馬天狗 第4話・第5話（2008年2月7日・14日、NHK総合）
- 帰ってこさせられた33分探偵 第12話（2009年4月11日、フジテレビ） - 川越 役
- 生誕100年記念作品 松本清張ドラマスペシャル・霧の旗 （2010年3月16日、日本テレビ） - 宮原弁護士 役
- プロゴルファー花 第1話（2010年4月8日、読売テレビ・日本テレビ系） - 石橋課長 役
- 警部補 矢部謙三（2010年4月9日 - 5月14日、テレビ朝日） - 森田 役
- 勇者ヨシヒコと魔王の城 第7話（2011年8月19日、テレビ東京） - ラドマン 役
- ドン★キホーテ 第8話（2011年9月3日、日本テレビ） - 矢守好男 役
- ストロベリーナイト 第1話（2012年1月10日、フジテレビ）
- タイトロープの女 第2話・第3話（2012年1月31日・2月7日、NHK総合） - 山岡誉 役
- 鍵のかかった部屋 第3話（2012年4月30日、フジテレビ）
- 走馬灯株式会社 第4話（2012年8月6日、TBSテレビ）
- 高校入試（2012年10月6日 - 12月29日、フジテレビ） - 宮下輝明 役
- 押忍!!ふんどし部!（2013年4月11日 - 7月4日、テレビ神奈川 他） - 二子玉多摩 役
  - 押忍!!ふんどし部! シーズン2 〜南海怒濤篇〜（2014年1月3日 - 3月14日）
- 空飛ぶ広報室 第1話（2013年4月14日、TBSテレビ）
- 山田くんと7人の魔女 第1話・第5話（2013年8月10日・9月7日、フジテレビ） - 遠田教師 役
- 家族の裏事情（2013年10月25日 - 12月13日、フジテレビ） - 杉田竜次 役
- ハードナッツ! 〜数学girlの恋する事件簿〜 第3話（2013年11月3日、NHK BSプレミアム） - 三条文也 役
- ミス・パイロット 最終話（2013年12月24日、フジテレビ）
- SMOKING GUN〜決定的証拠〜（2014年4月9日 - 6月18日、フジテレビ） - 白石慎太郎 役
- MOZU Season1〜百舌の叫ぶ夜〜 第3話（2014年4月24日、TBSテレビ）
- 悪夢ちゃん スペシャル（2014年5月2日、日本テレビ） - 松田新作 役
- ホワイト・ラボ〜警視庁特別科学捜査班〜 第10話（2014年6月16日、TBSテレビ） - 立川拓海 役
- 東京特許許可局 第9話（2014年6月23日、NHK Eテレ） - 水原 役
- HERO 第2シリーズ 第1話（2014年7月14日、フジテレビ）
- 僕らはみんな死んでいる♪ 第6話（2014年8月6日、TBSテレビ）
- 東京スカーレット〜警視庁NS係 最終話（2014年9月9日、TBSテレビ）
- 問題のあるレストラン 第1話（2015年1月15日、フジテレビ）
- 新ナニワ金融道（2015年1月24日、フジテレビ） - 小骨正一 役
- セカンド・ラブ（2015年2月6日 - 3月20日、テレビ朝日） - 曽根洋而 役
- 天使と悪魔-未解決事件匿名交渉課- 第7話（2015年5月22日、テレビ朝日） - 嘉川友作 役
- PANIC IN 第8話（2015年6月5日、BSスカパー!）
- 連続ドラマW 予告犯 -THE PAIN-（2015年6月7日 - 7月5日、WOWOW） - 金子 役
- かもしれない女優たち（2015年6月23日、フジテレビ） - 清水 役
- HEAT 第2話（2015年7月14日、カンテレ・フジテレビ系）
- 下町ロケット 第1話（2015年10月18日、TBSテレビ） - 村田裁判長 役
- 掟上今日子の備忘録 第3話（2015年10月24日、日本テレビ） - 櫛部主任 役
- 世にも奇妙な物語（フジテレビ）
  - 25周年記念!秋の2週連続SP〜傑作復活編〜「ズンドコベロンチョ」（2015年11月21日） - 大島 役
  - '16 春の特別編「美人税」（2016年5月28日） - 徴税課職員 役
- よろず屋ジョニー 第4話（2015年12月11日、フジテレビTWO）
- いつかこの恋を思い出してきっと泣いてしまう 第4話（2016年2月8日、フジテレビ）
- 連続ドラマW メガバンク最終決戦（2016年2月14日 - 3月20日、WOWOW） - エドウィン・タン/塚本卓也 役
- 念力家族 SEASON 2（2016年4月4日 - 9月26日、NHK Eテレ） - スーパーの店長 役
- 重版出来! 第2話、第5話・第6話、第8話、最終話（2016年4月19日、5月10日・17日、5月31日、6月14日、TBSテレビ） - 栗田 役
- 大貧乏 第1話（2017年1月8日、フジテレビ） - 新井 役
- 嘘の戦争 第1話・第6話（2017年1月10日・2月14日、カンテレ・フジテレビ系） - 千葉陽一 役
- 犯罪症候群 Season1 第5話（2017年5月6日、東海テレビ・フジテレビ系） - 馬橋康雄 役
- マッサージ探偵ジョー 第8話（2017年5月28日、テレビ東京） - 足山金太 役
- クロスロード〜声なきに聞き形なきに見よ〜（2017年5月28日 - 7月2日、NHK BSプレミアム）
  - クロスロード3 群衆の正義（2018年12月2日 - 23日）
- 怪獣倶楽部〜空想特撮青春記〜（2017年6月5日 - 26日、毎日放送 / 6月7日 - 28日、TBSテレビ） - マスター 役
- 警視庁いきもの係 第5話（2017年8月6日、フジテレビ） - 葛田楠文 役
- 警視庁ゼロ係〜生活安全課なんでも相談室〜 SECOND SEASON 第4話（2017年8月18日、テレビ東京） - 磯山大介 役
- 伊藤くん A to E 第3話・第4話（2017年8月28日・9月4日、毎日放送 / 8月30日・9月6日、TBSテレビ）
- 下北沢ダイハード 第8話「彼女が風俗嬢になった男」（2017年9月9日、テレビ東京） - あきお 役
- 父、ノブナガ。（2017年10月7日、CBCテレビ・TBSテレビ系） - 佐々木達也 役
- トットちゃん! 第7話（2017年10月10日、テレビ朝日） - 島田 役
- 民衆の敵〜世の中、おかしくないですか!?〜 第1話（2017年10月23日、フジテレビ）
- 陸王 第2話（2017年10月29日、TBSテレビ） - 友部 役
- ドラマスペシャル 白日の鴉（2018年1月11日、テレビ朝日） - 氷高検事  役
- 99.9-刑事専門弁護士- SEASON II 第7話（2018年3月4日、TBSテレビ） - 小島広吉 役
- FINAL CUT 最終話（2018年3月13日、カンテレ・フジテレビ系） - 牧瀬医師 役
- スニッファー スペシャル（2018年3月21日、NHK総合）
- ドラマ特別企画 がん消滅の罠〜完全寛解の謎〜（2018年4月2日、TBSテレビ） - 夏目 役
- ラブリラン（2018年4月5日 - 6月7日、読売テレビ・日本テレビ系） - 菅野太一郎 役[3]
- 黄昏流星群〜人生折り返し、恋をした〜 第2話（2018年10月18日、フジテレビ）
- 中学聖日記 第6話（2018年11月13日、TBSテレビ）
- 小吉の女房 第2話 - 最終話（2019年1月18日 - 3月1日、NHK BSプレミアム） - 銀次 役
  - 小吉の女房2（2021年4月2日 - 5月14日）
- JOKER×FACE 第1話・第2話（2019年1月15日・22日、フジテレビ） - 柴田 役
- 向かいのバズる家族（2019年4月4日 - 6月6日、読売テレビ・日本テレビ系） - 油谷 役
- パーフェクトワールド 第4話（2019年5月14日、カンテレ・フジテレビ系） - 医者 役
- 電影少女 -VIDEO GIRL MAI 2019- 第7話（2019年5月24日、テレビ東京）
- スパイラル〜町工場の奇跡〜 第7話（2019年5月27日、テレビ東京） - 入江健司 役
- わたし、定時で帰ります。 第9話（2019年6月11日、TBSテレビ） - 磯貝誠司 役
- ベビーシッター・ギン!（2019年6月30日 - 9月1日、NHK BSプレミアム） - 酒保 役
- びしょ濡れ探偵 水野羽衣 第1話（2019年7月4日、テレビ東京） - 堀田 役
- リーガル・ハート 〜いのちの再建弁護士〜 第1話（2019年7月22日、テレビ東京）
- やすらぎの刻〜道 第94話 - 第96話（2019年8月15日 - 19日、テレビ朝日） - ニラギョーザ 役
- 今野敏サスペンス 警視庁強行犯係 樋口顕シリーズ（テレビ東京） - 中田裕之 役
  - ドラマスペシャル 今野敏サスペンス 聖域 警視庁強行犯係・樋口顕（2019年9月2日）
  - 月曜プレミア8 今野敏サスペンス 呪縛 警視庁強行犯係・樋口顕（2020年10月19日）
  - 月曜プレミア8 今野敏サスペンス 鬼火 警視庁強行犯係・樋口顕（2020年12月14日）
  - 金曜8時のドラマ 今野敏サスペンス 警視庁強行犯係 樋口顕（2021年1月15日 - 2月19日）
  - 金曜8時のドラマ 今野敏サスペンス 警視庁強行犯係 樋口顕 season2（2022年7月15日 - 9月2日）
  - 今野敏サスペンス 雛菊 警視庁強行犯係 樋口顕（2023年6月26日）[4]
  - 今野敏サスペンス 炎上 警視庁強行犯係 樋口顕（2024年4月1日）[5]
  - 月曜プレミア8 今野敏サスペンス 遠火 警視庁強行犯係 樋口顕（2024年11月25日）[6]
- ハル〜総合商社の女〜 第1話（2019年10月21日、テレビ東京） - 梶原義之 役
- 遺留捜査 新作スペシャル2（2019年12月1日、テレビ朝日） - 大里英治 役
- 10の秘密（2020年1月14日 - 3月17日、カンテレ・フジテレビ系） - 水戸博幸 役
- 病院の治しかた〜ドクター有原の挑戦〜（2020年1月20日 - 3月2日、テレビ東京） - 藤田隆文 役
- 警視庁捜査資料管理室 〜BACK TO THE 音楽教室転落死事件〜（2020年3月8日、BSフジ） - 鏑木栄助 役
- 連続ドラマW オペレーションZ〜日本破滅、待ったなし〜（2020年3月15日 - 4月19日、WOWOW） - 児玉進 役
- レンタルなんもしない人 第1話・第2話、第5話 - 第9話（2020年4月9日・16日、5月7日 - 5月28日・9月10日[注釈 1]、テレビ東京） - 小柳 役
- 運命から始まる恋 -You are my Destiny- 第3話・第5話（2020年4月25日・5月9日、フジテレビ） - 北見沢 役
- 警視庁・捜査一課長2020 第9話（2020年7月2日、テレビ朝日） - 唐沢民矢 役
- 40万キロかなたの恋（2020年7月25日 - 8月15日、テレビ東京） - 鹿島達夫 役[7]
- タリオ 復讐代行の2人 第4話（2020年10月30日、NHK総合） - 本村 役
- ドラマスペシャル 当確師（2020年12月27日、テレビ朝日） - 安田一輝 役
- 知ってるワイフ 第2話（2021年1月14日、フジテレビ） - 西郷 役
- 死との約束（2021年3月6日、フジテレビ） - バス運転士 役
- 十三代目市川團十郎白猿襲名記念特別企画 桶狭間 OKEHAZAMA〜織田信長 覇王の誕生〜（2021年3月26日、フジテレビ） - 猪子高就 役
- 月曜プレミア8「女王の法医学～屍活師～」（2021・2022年・2023年、テレビ東京） - 林田匡 役[8]
- ラジエーションハウスII〜放射線科の診断レポート〜 第1話（2021年10月4日、フジテレビ） - 医師 役
- 真犯人フラグ（2021年10月10日 - 2022年3月13日、日本テレビ） - 雫石千春 役[9]
- らせんの迷宮〜DNA科学捜査〜 第6話 - 最終話（2021年11月19日 - 26日、テレビ東京） - 山富高明 役
- 村井の恋（2022年4月6日 - 5月25日、TBSテレビ）- 教頭 役
- 星新一の不思議な不思議な短編ドラマ（2022年6月28日、NHK BSプレミアム）[10]
- 連続ドラマW 雨に消えた向日葵（2022年7月24日 - 8月21日、WOWOW）[11]
- 個人差あります（2022年8月6日 - 9月24日、東海テレビ・フジテレビ） - 篠田浩二 役
- 金曜8時のドラマ 今野敏サスペンス 機捜235×強行犯係 樋口顕（2023年1月27日 - 3月10日、テレビ東京） - 中田裕之 役
- 天使の耳〜交通警察の夜（2023年3月20日、NHK BS4K / 6月10日、NHK BSプレミアム / 2024年4月9日、NHK総合）- 西本 役[12]
- アンチヒーロー 第3話（2024年4月28日、TBSテレビ） - 蒲生 役[13][14]
- パーセント（2024年5月11日 - 6月1日、NHK総合・NHK BSプレミアム4K） - 羽座丘卓 役[15]
- ドラマ8 ダブルチート 偽りの警官 Season1 第5話 - 最終話（2024年5月24日 - 6月14日、テレビ東京系 / 2024年6月22日、WOWOW[16]） - 熊谷 役[17]
- 仮面ライダーガヴ 第1話 - 第6話（2024年9月1日 - 10月6日、テレビ朝日） - 塩谷壮士 役[18]
- ノンレムの窓 2025・新春 第2話「よーい、フィクション!」（2025年1月5日、日本テレビ）[19]
- まどか26歳、研修医やってます!（2025年1月14日 - 3月18日、TBS） - 森山真一 役[20]
- 法廷のドラゴン 第1話（2025年1月17日、テレビ東京） - 落合徳彦 役[21]
- あきない世傳 金と銀（NHK BS・NHK BSプレミアム4K） - 茂作 役
  - あきない世傳 金と銀2（2025年4月6日 - 5月25日）[22][23]
  - あきない世傳 金と銀3（2026年春〈予定〉 - ）[24]
- 天久鷹央の推理カルテ 第3話・第4話（2025年5月6日・13日、テレビ朝日） - 黒部昭雄 役[25]

### 配信ドラマ
- 僕らはみんな死んでいる♪ 第6話（2013年12月9日、NOTTV）
- 仮面ライダーアマゾンズ シーズン1（2016年4月1日 - 6月24日、Amazon Prime Video） - 加納省吾 役
  - 仮面ライダーアマゾンズ シーズン2（2017年4月7日 - 6月30日、Amazon Prime Video）
- モンタージュ 三億円事件奇譚 特別編 -船に消えた三億円-（2016年6月25日、FOD・Amazon Prime Video）
- CROW'S BLOOD 第2話（2016年7月30日、Hulu） - 警備員 役
- アイ 〜私と彼女の人工知能〜 パラレルドラマ編 第1話（2017年10月10日、FOD） - 田中瑞樹 役
- 運命から始まる恋 -You are my Destiny- 第3話・第5話（2020年2月26日・3月11日、FOD） - 北見沢 役
- 株式会社グレーゾーン・エージェンシー（2020年3月23日 - 5月25日、YouTube Originals） - 田沼面太郎 役
- それ忘れてくださいって言いましたけど。（2022年4月23日 - 6月11日、Paravi）[26]
- グレーゾーン・アイランド（2022年8月29日 - 9月5日、YouTube Originals） - 田沼面太郎 役
- プロ彼女の条件 芸能人と結婚したい女たち シーズン3（2025年8月6日配信予定、BUMP） - 広田努 役[27]

### その他のテレビ番組
- 花影忍法帳コミ☆トレ 第3回、第14回、第23回（2009年 - 2011年、NHK Eテレ） - 小松巡査長 役
- NHK高校講座 ベーシック10（NHK Eテレ）
- 痛快TV スカッとジャパン（フジテレビ） - 再現ドラマに不定期出演
- ネクストブレイク「天才のバカめき」（2016年1月15日、日本テレビ） - VTR出演
- AKB48 SHOW! 118（2016年7月2日、NHK BSプレミアム）
  - NGT48 SHOW!（2017年4月22日）
  - 別冊 欅坂46 SHOW!（2018年3月24日）
  - 別冊 乃木坂46 SHOW!（2018年9月2日）
- 100分de名著 陳寿「三国志」（2017年5月1日 - 25日、NHK Eテレ） - 陳寿 役
- 今夜はナゾトレ 道尾秀介ナゾトレ「一瞬ミステリー劇場 瞬間探偵!平目木瞬」（2017年3月7日 - 不定期、フジテレビ） - 鈍田ノロ男 役
- 笑×演（2017年11月2日・2018年3月22日、テレビ朝日）
- 超入門!落語 THE MOVIE シーズン2 最終回「初音の鼓」（2018年3月8日、NHK総合） - 殿様 役
- 100分de名著 呉兢「貞観政要」（2020年1月6日 - 27日、NHK Eテレ） - 部下 役
- 東京ベランダストーリー〜サラリーマン小松の休日。〜（2020年9月27日・12月19日、2021年1月9日 - 3月20日、BS朝日） - ナビゲーター[28]
  - ベランダストーリー～サラリーマン小松の箱庭巡り～（2021年6月13日）
- プレバト!!（2022年10月27日 - 、毎日放送）[29] - 不定期出演、色鉛筆画特待生

### 映画
- ラブコメ（2010年9月25日、ショウゲート）
- GANTZ（2011年1月29日、東宝） - 山田雅史 役
  - GANTZ PERFECT ANSWER（2011年4月23日）
- スープ〜生まれ変わりの物語〜（2012年7月7日、東京テアトル） - 美加にお祈りしようとした男 役
- プラチナデータ（2013年3月16日、東宝）
- チーム・バチスタFINAL ケルベロスの肖像（2014年3月29日、東宝） - エンジニア 役
- 白ゆき姫殺人事件（2014年3月29日、松竹） - 山下ディレクター 役
- 予告犯（2015年6月6日、東宝） - 金子 役
- あやしい彼女（2016年4月1日、松竹）
- 殿、利息でござる!（2016年5月14日、松竹） - 伝五郎 役
- シン・ゴジラ（2016年7月29日、東宝） - 竹尾保 役[30]
- ボクの妻と結婚してください。（2016年11月5日、東宝）
- 忍びの国（2017年7月1日、東宝） - 伝吾 役
- JKニンジャガールズ（2017年7月17日、東映）
- 決算!忠臣蔵（2019年11月22日、松竹） - 貝賀弥左衛門 役
- 劇場版 架空OL日記（2020年2月28日、ポニーキャニオン / 読売テレビ） - 広重 役

### 吹き替え
- ゴジラ キング・オブ・モンスターズ（2019年5月31日、東宝） - マルティネス 役〈アンソニー・ラモス〉[31]

### 舞台
- 劇団☆世界一団 全公演（1999年 - 2006年）
  - スペースラブ（再演）（1999年7月16日 - 20日、HEP HALL）
  - 645（1999年10月22日 - 25日、神戸アートビレッジセンター）
  - Merry Christmas It's a Wonderful Life（2000年1月29日 - 2月6日、HEP HALL）
  - プレゼンツ（2000年4月24日 - 28日、カラビンカ）
  - 世界一団の動物園（再演）（2000年8月28日 - 30日、扇町ミュージアムスクエア）
  - 荘厳序曲2025年（2001年1月12日 - 15日、HEP HALL / 1月26日 - 28日、下北駅前劇場）
  - 645（再演）（2001年3月10日・11日、東京グローブ座 / 3月30日・31日、近鉄小劇場）
  - トリックスター（再演）（2001年9月6日 - 10日、シアターグリーン / 9月13日 - 16日、扇町ミュージアムスクエア）
  - トリックスター4（2001年11月10日・11日、よしもとrise-1シアター / 11月21日・22日、本多スタジオ）
  - 地球人大襲来remaked by sekaiichildren（改訂）（2002年1月11日 - 14日、下北沢駅前劇場 / 1月23日 - 27日、HEP HALL）
  - スペースラブ（再々演）（2002年4月 - 6月、パルテノン多摩小劇場 / よしもとrise-1シアター / シアターサンモール）
  - 645（再々演バージョン）（2002年11月22日 - 24日、よしもとrise-1シアター / 2003年4月12日・13日、パルテノン多摩小ホール）
  - トリックスター568（2003年1月24日 - 26日、神戸アートビレッジセンター / 1月31日 - 2月2日、中野ザ・ポケット / 2月8日 - 11日、梅田よしもとrise-1シアター）
  - 世界一団の博物館（2003年8月6日 - 10日、HEP HALL / 8月21日 - 24日、新宿シアターモリエール）
  - 空飛ぶ遊園地（2004年1月23日 - 25日、HEP HALL / 1月30日 - 2月1日、新宿シアターモリエール）
  - 不思議な森のチュチュ（2004年9月29日 - 10月3日、HEP HALL / 10月9日・10日、新宿シアターモリエール）
  - 心がわりエアポート（2006年2月、HEP HALL）
  - 七人の小人と大事なテーブル（2006年6月9日 - 11日、HEP HALL）
- ランディーズナイトシアター vol.1「告別式」（2004年9月10日、ワッハ上方）
  - ランディーズナイトシアター vol.2「和式」（2005年7月28日・29日）
- HEP HALL プロデュース「ハムレット」（2004年12月5日 - 19日、HEP HALL） - ローゼンクランツ 役
- HEP HALL プロデュース「夏の夜の夢」（2005年） - オベロン 役
- 劇団衛星「大陪審」（2005年12月15日 - 19日、スペースオルタナティブ）
- 劇団赤鬼「SCRAP MOON」（2005年12月） - ゲスト
- HEP HALL プロデュース「lovers〜ふたりだけの『ロミオとジュリエット』〜」（2006年） - ロミオ 役
- 売込隊ビーム「よせばいいのに」（2006年）
- 3 unit produce session#1「NIGHT SAFARI 〜夜のサーカス、朝の動物園〜」（2006年）
- sunday 公演（2006年 - ）
  - sunday play #1『四月のさかな』（2006年11月1日 - 12日、HEP HALL） - ミキヒサ 役
  - sunday play #1.5『不眠症の不眠症による不眠症のためのコント教室』（2008年1月24日 - 27日、HEP HALL）
  - sunday play #2『ニューデリーの恋人たち』（2009年9月25日 - 28日、HEP HALL  / 10月11日 - 13日、新宿シアターモリエール）
  - sunday play #4『ハイ/ウェイ』（2011年10月1日 - 3日、HEP HALL）
  - 『グルリル』リーディング&sunday秋祭り（2012年9月29日、イロリムラ）
- 劇団赤鬼「CRAZY CRAZY FOR YOU」（2006年12月15日 - 17日、新神戸オリエンタル劇場 / 2007年1月20日・21日、シアターアプル） - ゲスト
- 北九州芸術劇場produce「地獄八景・・浮世百景」（2007年2月23日 - 25日、北九州芸術劇場）
- 憑神（2007年9月4日 - 26日、新橋演舞場 / 10月1日 - 25日、大阪松竹座）
- CULCUL presents「カリカコント+『MEETS』」vol.2（2008年）
- 大阪会議（2008年）
- A MIDSUMMER NIGHT'S DREAM〜THEじゃなくてAなのが素敵〜（2008年6月7日・8日、北九州芸術劇場 中劇場 / 6月13日 - 15日、梅田芸術劇場 シアター・ドラマシティ / 6月22日 - 29日、東京芸術劇場 中ホール） - スナッグ/妖精 役
- タニマチ金魚「更年期 SHOW ガール」〜必殺技はホットフラッシュ!〜（2008年7月）
- サンケイホールブリーゼ杮落とし公演「冬の絵空」（2008年12月6日 - 16日、サンケイホールブリーゼ / 12月19日 - 21日、愛知県勤労会館（つるまいプラザ） / 12月23日、アステールプラザ 大ホール / 12月25日、福岡サンパレス / 2009年1月12日 - 2月1日、世田谷パブリックシアター）
- GEORGIA presents「ワルシャワの鼻」（2009年9月5日 - 16日、世田谷パブリックシアター / 2010年10月2日 - 6日、シアターBRAVA!）
- 入江雅人グレート一人芝居「マイ バニシング ポイント」（2010年8月31日 - 9月3日、赤坂RED/THEATER） - ゲスト
- 日本モンティパイソン宣言（2010年9月4日 - 7日、赤坂RED/THEATER）
- cube neXt「押忍!!ふんどし部!」（2010年11月19日 - 21日、山野ホール） - 体育の先生/及川の父/司会者 役
  - cube neXt「押忍!!ふんどし部!」再演（2012年1月6日 - 15日、CBGKシブゲキ!!）
  - cube neXt「続!! 押忍!!ふんどし部!」（2013年9月6日 - 16日、CBGKシブゲキ!!）
- junkie sista×junkie bros.「Dogrunner's High」（2011年1月25日 - 30日、シアターグリーン BIG TREE THEATER）
- 劇団ダイタンプラネット旗揚げ公演「パイナップルゴーストホテル」（2011年4月20日 - 25日、花まる学習会王子小劇場）
- cube presents「有毒少年」（2011年11月15日 - 26日、CBGKシブゲキ!! / 11月29日・30日、梅田芸術劇場 シアター・ドラマシティ） - 石帽子 役
- PRESS 〜プレス〜（2012年2月17日 - 3月4日、Bunkamura シアターコクーン / 10月2日 - 6日、シアターBRAVA!）
- 遠い夏のゴッホ（2013年2月3日 - 24日、赤坂ACTシアター / 3月7日 - 10日、大阪新歌舞伎座） - ジンパチ 役
- 東京パフォーマンスドール PLAY×LIVE『1×0』（2013年8月15日 - 25日、CBGKシブゲキ!!） - ウーミー 役（声の出演）
  - エピソード3、4（2013年10月11日 - 11月24日）
  - エピソード5（2013年12月20日 - 25日）
  - アンコール公演エピソード1&2（2014年1月31日 - 2月11日）
  - NEW VERSION エピソード1&2&3（2014年3月24日 - 4月8日）
  - NEW VERSION エピソード4&5（2014年6月19日 - 29日）
- 農業系ROCKミュージカル「いだだきます!〜歌舞伎町伝説〜」（2014年3月20日 - 30日、新宿FACE）
- 即興芝居×即プレビュー「potluck5」（2014年5月8日・9日、原宿アストロホール）
- シアターBRAVA!10周年記念シリーズ　つながる音楽劇 麦ふみクーツェ〜everything is symphony!!〜（2015年4月10日 - 19日、世田谷パブリックシアター / 4月23日 - 26日、シアターBRAVA！）
- 演劇集団Z-Lion 第7回公演「Magician達のリファンタジ〜」（2016年6月22日 - 26日、俳優座劇場）
- なつのおわりのゾンビフェス！（2017年8月30日、CBGKシブゲキ!!） - オープニングアクト
- PARCO & CUBE 20th.Present「人間風車」（2017年9月28日 - 10月9日、東京芸術劇場 プレイハウス / 10月13日、高知県立県民文化ホール・オレンジホール / 10月18日、福岡市民会館・大ホール / 10月20日 - 22日、森ノ宮ピロティホール / 10月25日、りゅーとぴあ 新潟市民芸術文化会館・劇場 / 10月28日、ホクト文化ホール・中ホール / 11月2日、電力ホール） - 古谷 役、星野かがやき 役（今野浩喜と日替わりダブルキャスト） 他
- オールナイトニッポン50周年記念舞台「太陽のかわりに音楽を。」（2017年12月7日 - 17日、博品館劇場） - 倉本洋二郎 役
- 東京グローブ座主催公演「歌喜劇/市場三郎〜グアムの恋」（2018年11月7日 - 12月2日、東京グローブ座 / 12月7日 - 10日、シアター・ドラマシティ）
- ベター半分（2019年4月27日、上野ストアハウス） - 特別ゲスト
- マーダーミステリーシアター『演技の代償』Replay（2021年7月19日、SPWN配信劇）
- ロック☆オペラ『ザ・パンデモニアム・ロック・ショー ～The Pandemonium Rock Show～』（2021年9月18日 - 10月3日、日本青年館ホール）
- THE 39 STEPS（2022年5月1日 - 17日、シアタークリエ）- クラウン
- PARCO&CUBE produce 2024 ミュージカル「ダブリンの鐘つきカビ人間」（2024年7月3日 - 10日、東京国際フォーラム ホールC / 7月20日 - 29日、COOL JAPAN PARK OSAKA WWホール） - 親衛隊長 役[32]
- マーダーミステリーシアター「殺意の代償」（2025年3月16日、品川プリンスホテル クラブeX）[33]
- 音楽劇「エノケン」（2025年10月7日 - 26日、シアタークリエ / 10月31日 - 11月9日、COOL JAPAN PARK OSAKA WWホール / 11月15日・16日、鳥栖市民文化会館 大ホール / 11月22日 - 24日、名古屋文理大学文化フォーラム / 11月28日 - 30日、ウェスタ川越 大ホール）[34]

#### 公演中止
- junkiesista×junkiebros.PRESENTS「GOHCAGO〜御加護〜」（2020年7月10日、中目黒キンケロ・シアター） - 日替わりゲスト ※新型コロナウイルスの影響で全公演中止

### CM
- P&G【ファブリーズ 車用イージークリップ】ルート931ドライブ準備 オートバックス 編（2017年4月）
- Amazon Prime Video「#実は見ていない 馬場ふみか篇」（2021年4月）

### MV
- いきものがかり「ラブとピース!」（2015年）
- wacci「Ah!Oh!」（2017年）

### ラジオドラマ
- 青春アドベンチャー「僕たちの戦争」（2007年1月29日 - 2月2日 / 2月5日 - 9日、NHK-FM）
- FMヨコハマ 特別番組 ラジオドラマ「エアチェック」（2015年12月27日、FMヨコハマ） - 主演・古沢 役